# 大川和宏
大川 和宏（おおかわ かずひろ、1959年12月4日 - ）は、日本の科学者、博士（理学）。KAUST(King Abdullah University of Science and Technology)の教授。
松下電器研究員時代に、青色発光ダイオードのもう一つの材料であるセレン化亜鉛（ZnSe）でp型およびn型伝導型制御を世界で初めて実現している。これらの技術を元に青色および緑色領域の半導体レーザーの発振に成功する。
ドイツのブレーメン大学において、日本人ではめずらしく教授の称号（終身）を得る。発光ダイオードや量子ドット等の研究を行う。
東京理科大学では、窒化ガリウム（GaN）に光を当て水から水素を取り出す技術を開発。環境に優しい半導体を用いて、クリーンエネルギーである太陽光から、クリーンエネルギーである水素ガスを製造する新技術として注目されている。
中村修二の友人であり、科学技術振興機構などで共同研究を行う他にも404特許訴訟における技術的根拠の証明にも協力している。

## 略歴
- 1983年　東京理科大学理学部物理学科卒業
- 1985年　東京大学大学院理学系研究科相関理化学専攻修士課程修了
- 1985年　松下電器産業株式会社中央研究所
- 1992年　東京大学博士（理学）（論文）
- 1996年　ブレーメン大学物理学科教授
- 1998年　東京理科大学理学部応用物理学科助教授
- 2007年　東京理科大学理学部応用物理学科准教授（名称変更）
- 2007年　応用物理学会講演　窒化物光触媒は水素エネルギー生成に使えるのか?
- 2007年　厦門大学客員教授
- 2009年　東京理科大学理学部第一部応用物理学科教授に昇格
- 2010年　東京理科大学理学部第一部応用物理学科主任
- 2016年　サウジアラビアのアブドラ王立科学技術大学(KAUST; King Abdullah University of Science and Technology)の教授に就任